# Angelo Cella
Angelo Cella MSC (* 20. Dezember 1923 in Gorgo al Monticano; † 27. Mai 2008 in Rom) war römisch-katholischer Bischof von Frosinone-Veroli-Ferentino.

## Leben
Angelo Cella studierte Geisteswissenschaften am Seminar der Heimatdiözese Vittorio Veneto. 1943 trat er der Ordensgemeinschaft der Herz-Jesu-Missionare bei. Nach dem Studium der Katholischen Theologie und Philosophie an der Päpstlichen Universität Gregoriana in Rom empfing er am 18. Dezember 1948 die Priesterweihe. Zwischen 1950 und 1956 war er Direktor des Theologieseminars seines Ordens, ab 1956 Pfarrer in der Gemeinde Santa Teresa di Gesù Bambino in Palermo. Später war er Regens des Priesterseminars in Palermo, Sekretär im Nebenamt der Sizilianischen Bischofskonferenz und Bischofsvikar für die Pastoral im Erzbistum Palermo.
1975 wurde Angelo Cella von Paul VI. zum Titularbischof von Vissalsa und zum Weihbischof im Erzbistum Palermo ernannt. Die Bischofsweihe spendete ihm am 7. Oktober 1975 der Erzbischof von Palermo und spätere Kardinal Salvatore Pappalardo; Mitkonsekratoren waren Francesco Fasola, Erzbischof von Messina, und Corrado Mingo, Erzbischof von Monreale. Am 6. Juni 1981 wurde Angelo Cella von Papst Johannes Paul II. zum Bischof von Veroli-Frosinone sowie zum Bischof von Ferentino bestellt. 1986 führte er die beiden Bistümer zum Bistum Frosinone-Veroli-Ferentino zusammen.
Seinem altersbedingten Rücktrittsgesuch wurde 1999 durch Johannes Paul II. stattgegeben. Er starb neun Jahre später an den Folgen der Alzheimer-Krankheit in der Gemelli-Klinik in Rom.